# Preference Mapping

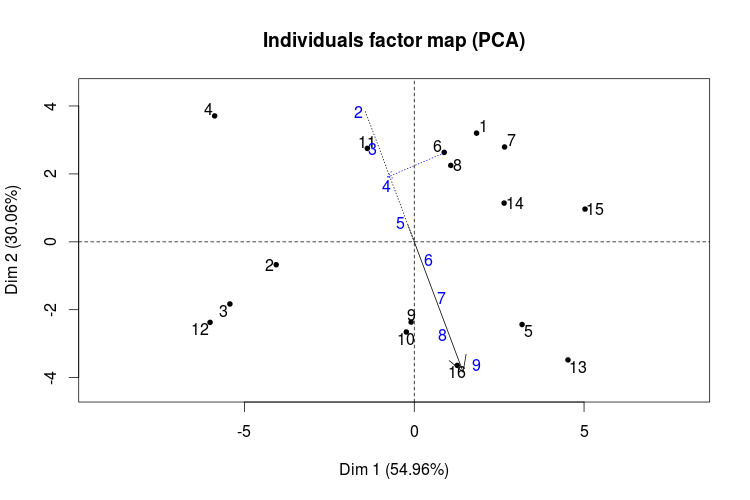
Verlängerter Präferenzenpfeil für einen Probanden. Die Beliebtheit (blaue Zahlen) des sechsten Produkts ergibt sich durch eine orthogonale Projektion auf die Verlängerung des Pfeils.

Preference Mapping ist ein statistisches Verfahren aus dem Bereich der Sensometrie, d. h. der Anwendung und Weiterentwicklung statistischer Verfahren zum Messen von Sinneseindrücken.
Experten beschreiben Produkte objektiv anhand einer Vielzahl an sensorischen Variablen. Diese Variablen werden mit Hilfe von dimensionsreduzierenden statistischen Verfahren auf zwei wesentliche Variablen reduziert, welche als Basis für die Erstellung der Preference Map dienen. Im Anschluss werden die Produkte von ungeschulten Probanden subjektiv bewertet. Für die Probanden werden lineare Modelle erstellt, welche ihre jeweiligen Präferenzen modellieren. Als lineare Modelle kommen das Vektormodell, zirkuläre, elliptische und rotierte Modell in Frage:
{\displaystyle y=\alpha +\beta _{1}x_{1}+\beta _{2}x_{2}} (Vektormodell)
{\displaystyle y=\alpha +\beta _{1}x_{1}+\beta _{2}x_{2}+\delta x_{1}^{2}+\delta x_{2}^{2}} (Zirkuläres Modell)
{\displaystyle y=\alpha +\beta _{1}x_{1}+\beta _{2}x_{2}+\delta _{1}x_{1}^{2}+\delta _{2}x_{2}^{2}} (Elliptisches Modell)
{\displaystyle y=\alpha +\beta _{1}x_{1}+\beta _{2}x_{2}+\delta _{1}x_{1}^{2}+\delta _{2}x_{2}^{2}+\gamma _{1,2}x_{1}x_{2}} (Rotiertes Modell)
Hierbei ist die Zielvariable {\displaystyle y} ein Maß für die Beliebtheit des Produkts, {\displaystyle x_{1}} und {\displaystyle x_{2}} die beiden dimensionsreduzierten neuen Variablen und {\displaystyle \alpha }, {\displaystyle \beta _{1}}, {\displaystyle \beta _{2}}, {\displaystyle \delta _{1}}, {\displaystyle \delta _{2}} und {\displaystyle \gamma _{1,2}} die Regressionskoeffizienten. Die aufgelisteten linearen Modelle stellen von oben nach unten jeweils eine Verallgemeinerung dar. In der Preference Map wird das Vektormodell durch einen Präferenzenpfeil dargestellt und die drei anderen Modelle durch einen Idealpunkt beziehungsweise Anti-Idealpunkt, falls ein solcher existiert. Neben den (Anti)Idealpunkten beziehungsweise Präferenzenpfeilen der Konsumenten werden auf der Preference Map ebenfalls die Produkte eingezeichnet. Durch die Kombination dieser Informationen kann man erkennen, welche Produkteigenschaften von einem Großteil der Verbraucher bevorzugt werden, wodurch sich im Idealfall für die Zielgruppe beliebte Produkte konstruieren lassen.

## Wahl der linearen Modelle

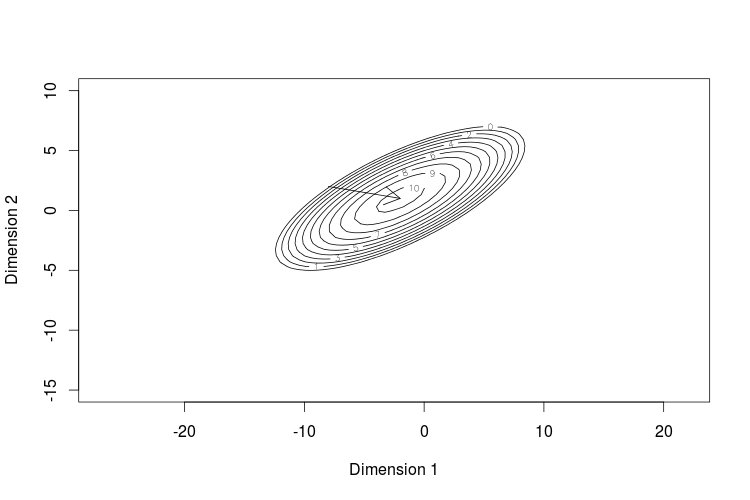
Höhenliniendiagramm eines rotierten Modells mit Idealpunkt bei (−2,1). Der Gradient weist in Richtung steigender Beliebtheit.

Im Anschluss an die Dimensionsreduktion wird für jeden Probanden eines der oben erwähnten linearen Modelle angepasst. Für die Wahl der linearen Modelle gibt es verschiedene Möglichkeiten.
Eine einfache Variante besteht darin, für alle Probanden den gleichen Modelltyp auszuwählen. Auf diese Weise lassen sich die Präferenzen aller Probanden auf der gleichen Preference Map darstellen und vergleichen. Entscheidet man sich beispielsweise für das zirkuläre Modell, erhält man die Preference Map mit den Ideal- und Anti-Idealpunkten. Wählt man das Vektormodell, lassen sich die Präferenzen durch Pfeile angeben. In diesem Fall besteht die Möglichkeit, die Länge der Pfeile proportional zum korrigierten Bestimmtheitsmaß einzuzeichnen, um somit gleichzeitig das Gütemaß zu visualisieren.
Eine andere Möglichkeit besteht darin, die Wahl des Modelltyps in Abhängigkeit von statistischen Tests zu treffen. Beispielsweise könnte man sich für das zirkuläre Modell entscheiden, falls der Wald-Test die Nullhypothese {\displaystyle \delta =0} verwirft und ansonsten für das Vektormodell. Eine weitere Möglichkeit ist die Entscheidung für das Modell mit dem größeren korrigierten Bestimmtheitsmaß.
Es ist nicht immer sinnvoll, die Präferenzen jedes Probanden in der Preference Map darzustellen. Fällt das korrigierte Bestimmtheitsmaß des Modells eines Teilnehmers unter eine vorher festgelegte Grenze, entfernt man dessen Idealpunkt beziehungsweise Präferenzenpfeil von der Preference Map. Ebenso werden Idealpunkte, welche weit außerhalb des Stichprobenraums liegen, entfernt.

## Beispiel

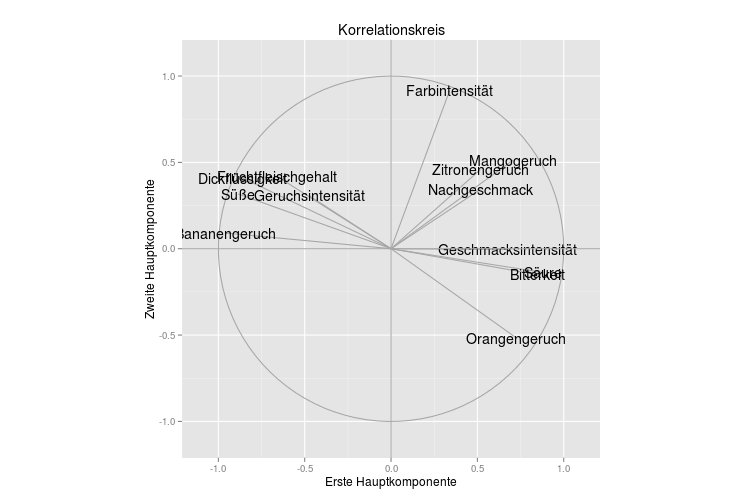
In dem Korrelationskreis werden die Korrelationen von 13 Variablen mit den beiden Hauptkomponenten durch Pfeile dargestellt.

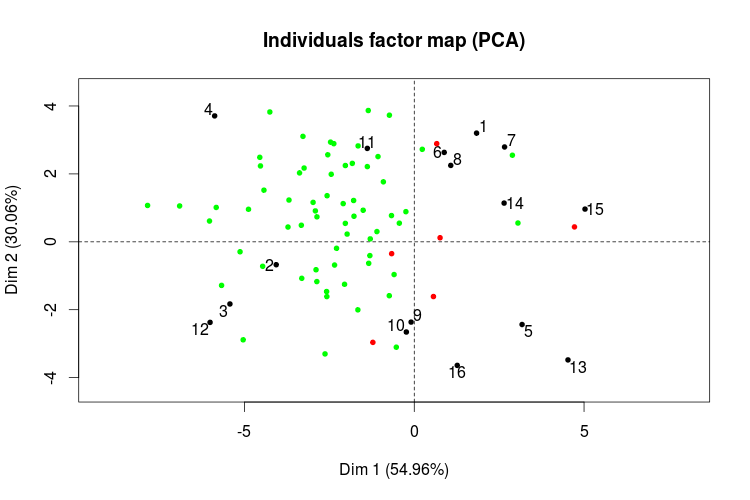
Externe Preference Map im zirkulären Modell mit Idealpunkten (grün) und Anti-Idealpunkten (rot).

Im R-Paket SensoMineR wurden 16 Cocktails mit unterschiedlichen Anteilen an den Früchten Orange, Banane, Mango und Zitrone untersucht. Diese wurden von 12 Experten anhand von 13 Merkmalen beschrieben. Bei diesen Variablen
handelt es sich um Farbintensität, Geruchsintensität, Orangengeruch, Bananengeruch, Mangogeruch, Zitronengeruch, Geschmacksintensität, Süße, Säure, Bitterkeit, Nachgeschmack, Fruchtfleischgehalt und Dickflüssigkeit. Diese wurden anschließend mit Hilfe der Hauptkomponentenanalyse auf zwei Variablen reduziert, welche insgesamt über 80 % der Varianz erklären. Die erste Hauptkomponente unterscheidet dickflüssige, süße Cocktails mit deutlichem Bananenaroma auf der linken Seite von sauren und bitteren Cocktails auf der rechten Seite (siehe Korrelationskreis). Im zirkulären Modell befinden sich die meisten Idealpunkte im linken Bereich, demnach werden süße Cocktails mit hohem Bananenanteil bevorzugt. Dagegen befinden sich die meisten Anti-Idealpunkte im rechten Bereich, da saure und bittere Cocktails den meisten Probanden nicht schmeckten.